# Dub virginský
Dub virginský (Quercus virginiana) je dlouhověký strom z čeledi bukovitých, původní v jihovýchodních a jižních oblastech Spojených států. Mnoho jeho starých a mohutných exemplářů vytváří typický kolorit starého amerického Jihu.

## Popis

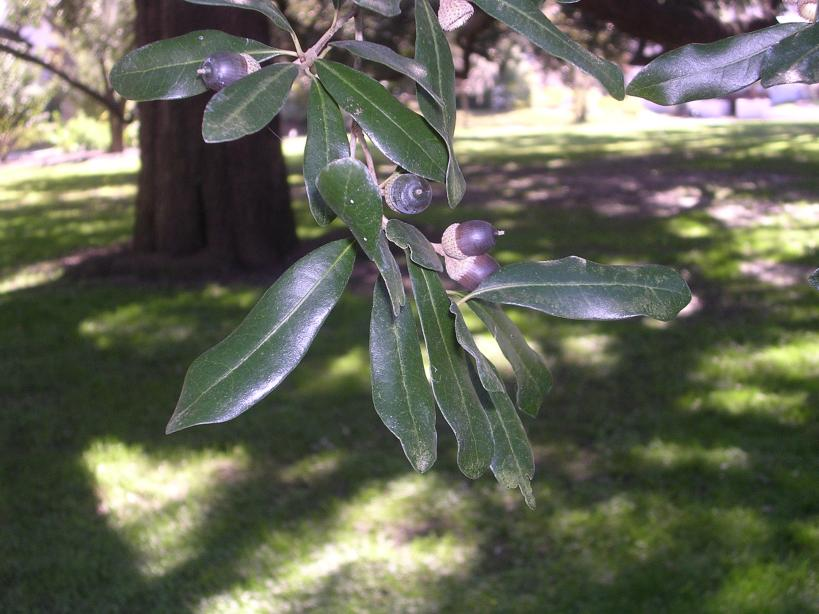
Detail listů a žaludů

Podle podmínek může nabývat charakteru keře nebo rozložitého stromu. Ve stromové formě dorůstá přes 20 m do výšky, s rozpětím větví až 27 metrů; spodní větve se často sklánějí až k zemi a pak se opět stáčejí nahoru. Borka je tmavá, tlustá, podélně rozpraskaná. Řapíkaté, střídavě vyrůstající listy jsou podlouhle vejčité až kopinaté, celokrajné, tuhé a kožovité, na svrchní straně leskle tmavě zelené, na spodní našedlé, mírně plstnaté; dlouhé jsou 3,5–9, široké 2–4 cm. Vytrvávají jeden rok, opadávají na jaře těsně rozvinutím nových, dub tak působí dojmem stálezelené dřeviny. Kořenový systém sahá do velké hloubky, v mládí je kůlovitý, později se velmi široce rozvětvuje. Spolu s nízko položeným těžištěm vzhledem k široké, nízké koruně na krátkém kmeni tak strom dobře chrání proti silným větrům, včetně hurikánů.
Samčí a samičí květy se nachází odděleně na jednom jedinci. Dobou květu je pozdní zima až časné jaro, plodem jsou žaludy umístěné po jednom až po třech na 1–2 cm dlouhých stopkách.

## Rozšíření a ekologie
Areál dubu virginského zahrnuje pobřežní oblasti jihovýchodu a jihu Spojených států amerických, od Virginie přes Floridu po Texas, ostrůvkovitě se vyskytuje též v Mexiku. Roste v jednodruhových nebo smíšených lesích na široké škále půd od těžkých jílovitých po lehké písčité, pokud jsou dobře zásobeny humusem. Prosperuje dobře v suchých i vlhkých půdách, na dobře propustných podkladech snáší i příležitostné záplavy, pokud voda proudí a nezůstává dlouho stát.
Větve dubu jsou častým hostitelem epifytických rostlin, především provazovitě visících tilandsií, napadán bývá jmelím. Hustá rozložitá koruna stromu a jeho žaludy poskytují úkryt a potravu množství živočišných druhů.

## Využití
Dřevo dubu virginského je tvrdé, těžké, nesnadno opracovatelné a velmi pevné. V minulosti se využívalo na konstrukce lodních trupů. Indiáni používali kůru jako barvivo, žaludy jako potravinu a zdroj oleje, hálky na listech se sbíraly ke konzumaci.
Strom je často pěstován jako okrasná dřevina a cenný zdroj stínu v teplejších oblastech Ameriky, Evropy a Austrálie. Ve státech amerického Jihu vytváří jeho aleje a solitérní jedinci, mnozí více než 400 let staří, nezaměnitelný kolorit veřejných parků, univerzitních kampusů i soukromých koloniálních sídel.

## Taxonomie
V rámci rozsáhlého rodu dub patří dub virginský do podrodu Quercus a sekce Quercus, mezi tzv. "bílé duby", k nimž náleží i evropské duby letní (Q. robur) a zimní (Q. petraea). Je rozlišováno několik vnitrodruhových variant, někdy v literatuře považovaných i za samostatné druhy. V rámci svého areálu se často kříží s příbuznými druhy dubem lyrovitým (Q. lyrata), dubem dvoubarevným (Q. bicolor), dubem velkoplodým (Q. macrocarpa) nebo dubem hvězdovitým (Q. stellata).

## Galerie

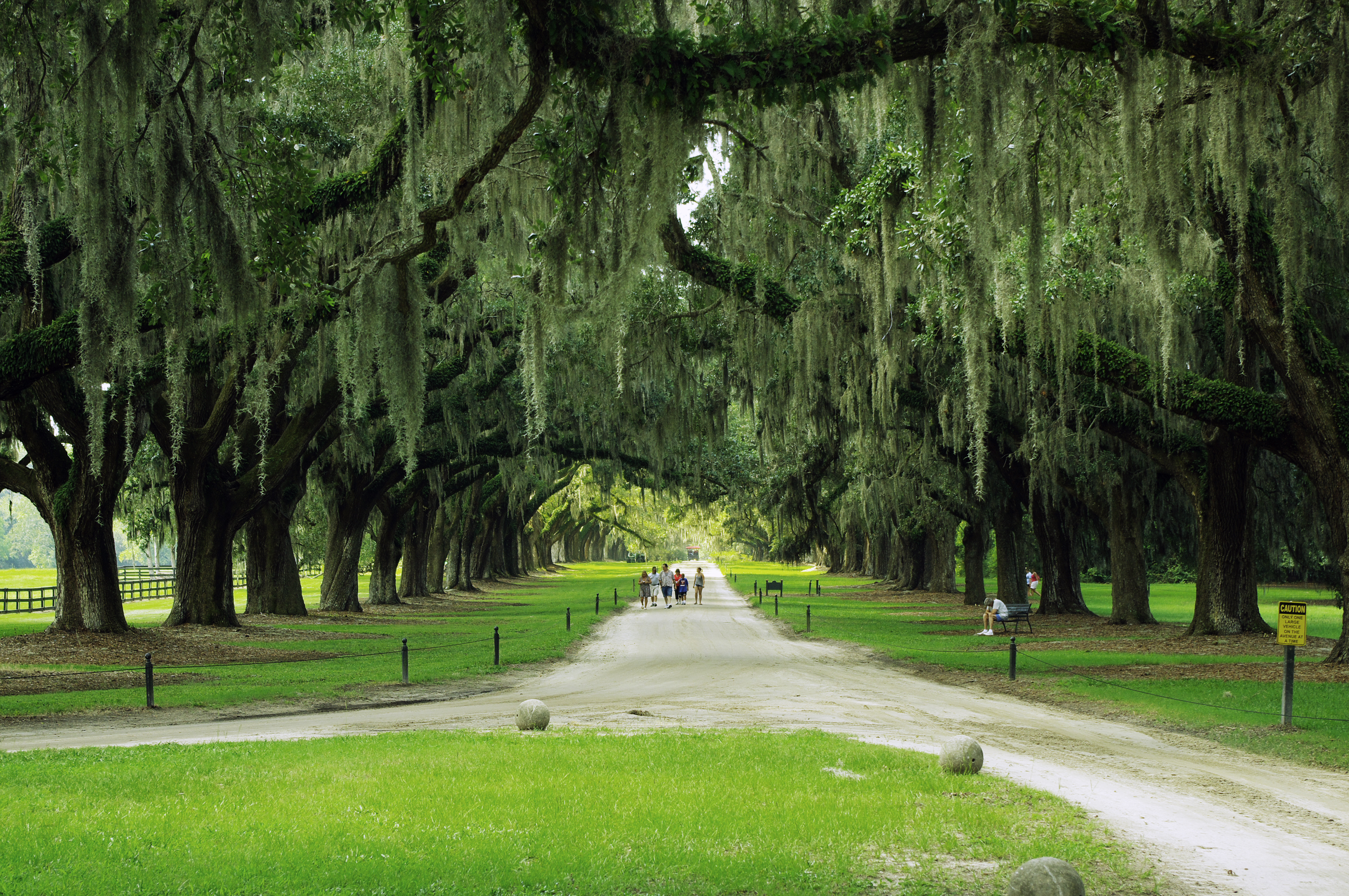
Alej virginských dubů v Charlestonu v Jižní Karolíně, vysazená roku 1743
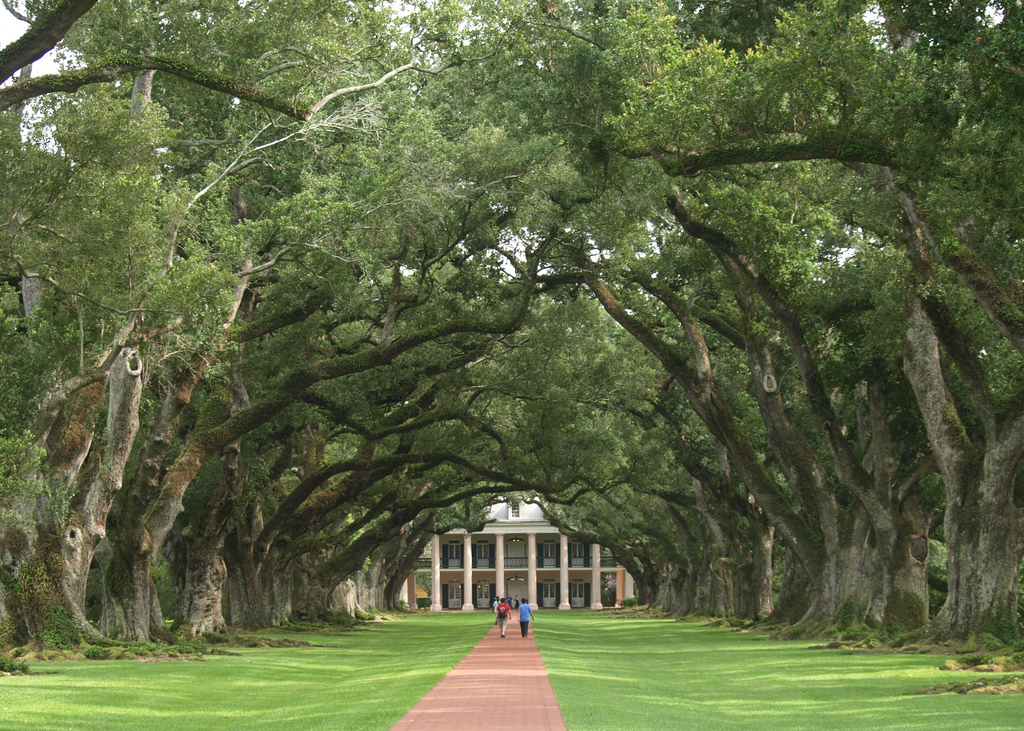
Alej z 18. století ve Vacherie, Louisiana
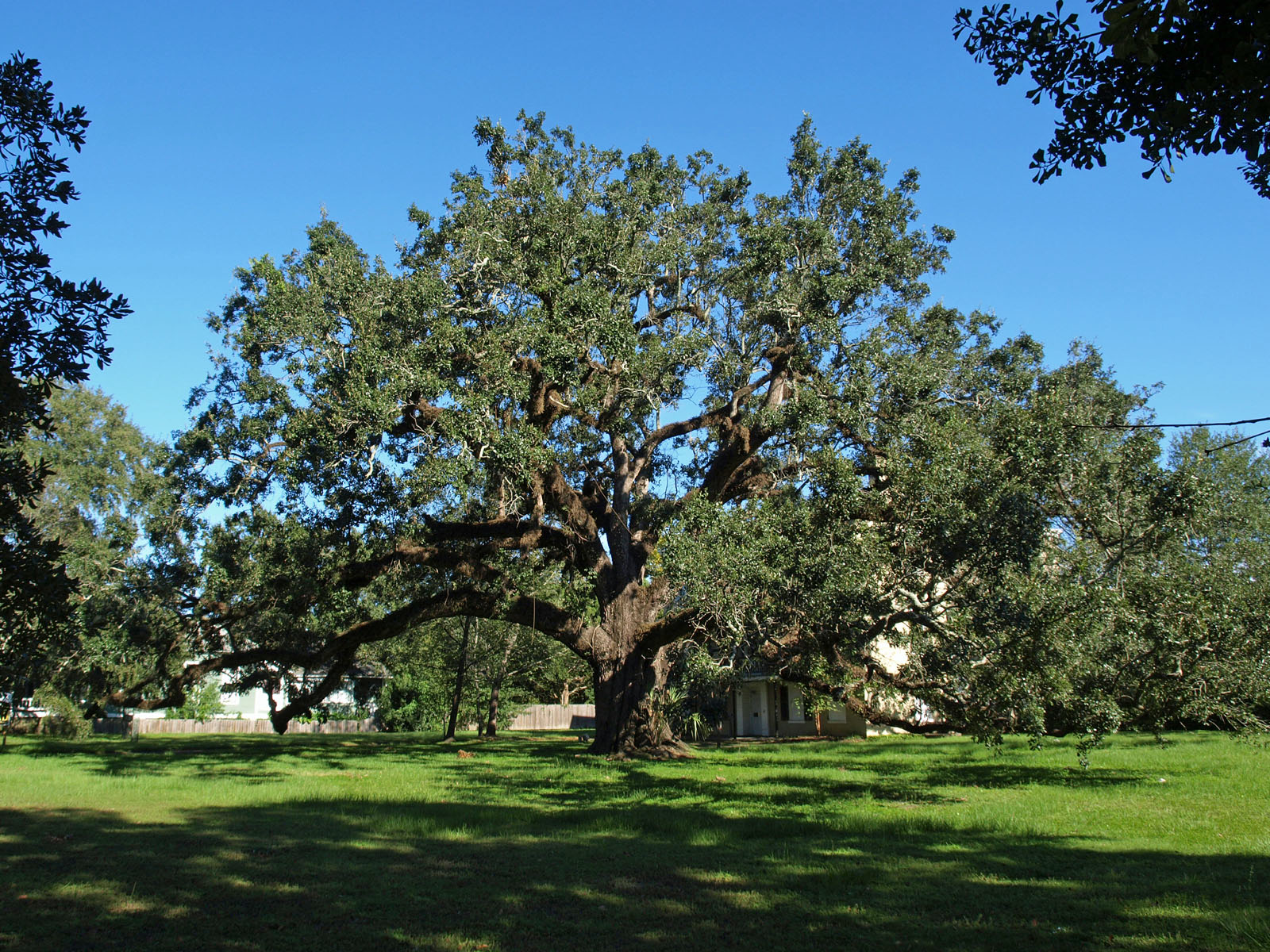
Dub u protestantského dětského domova v Mobile, Alabama
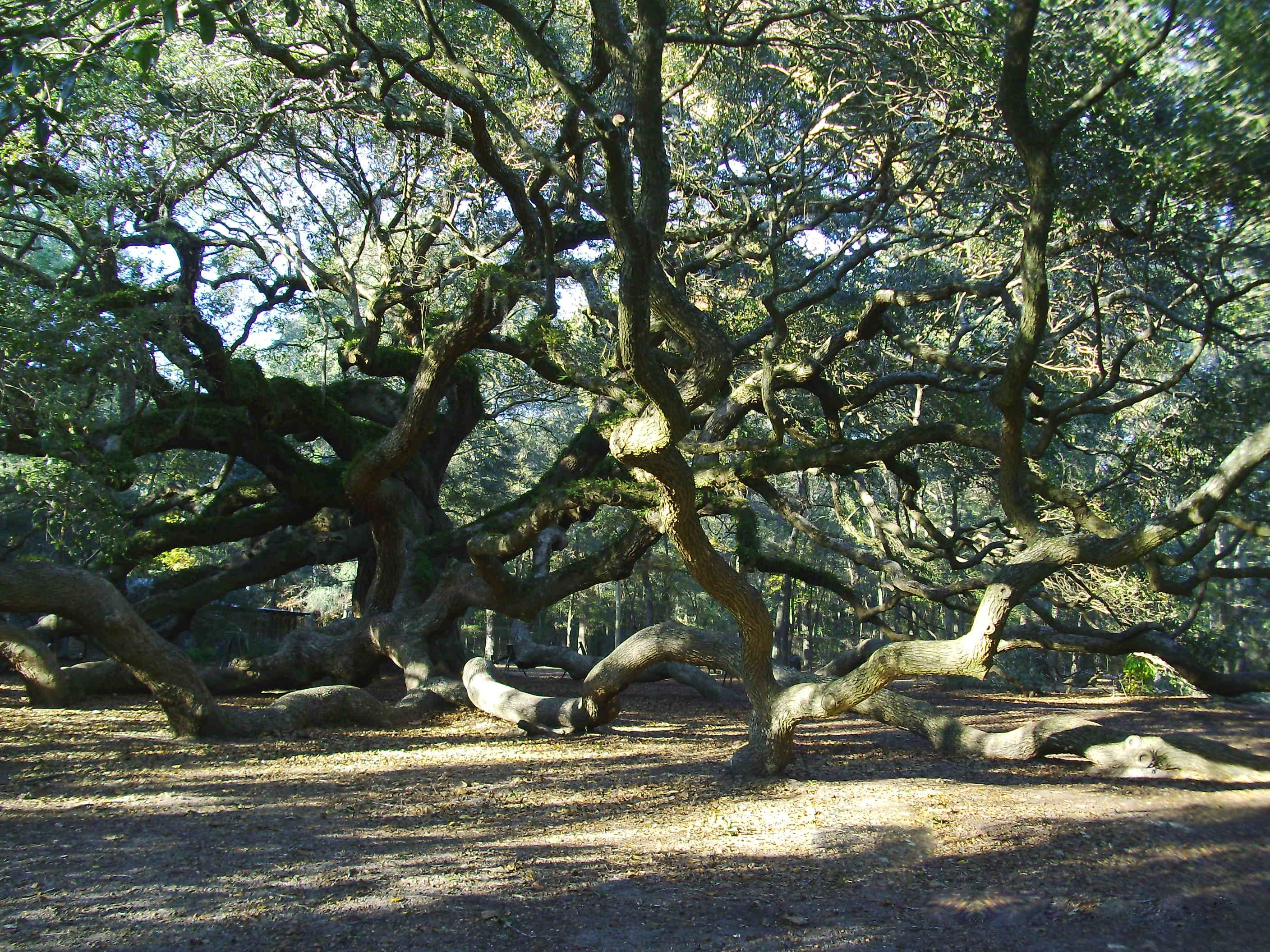
"Angel oak" (andělský dub) v Jižní Karolíně
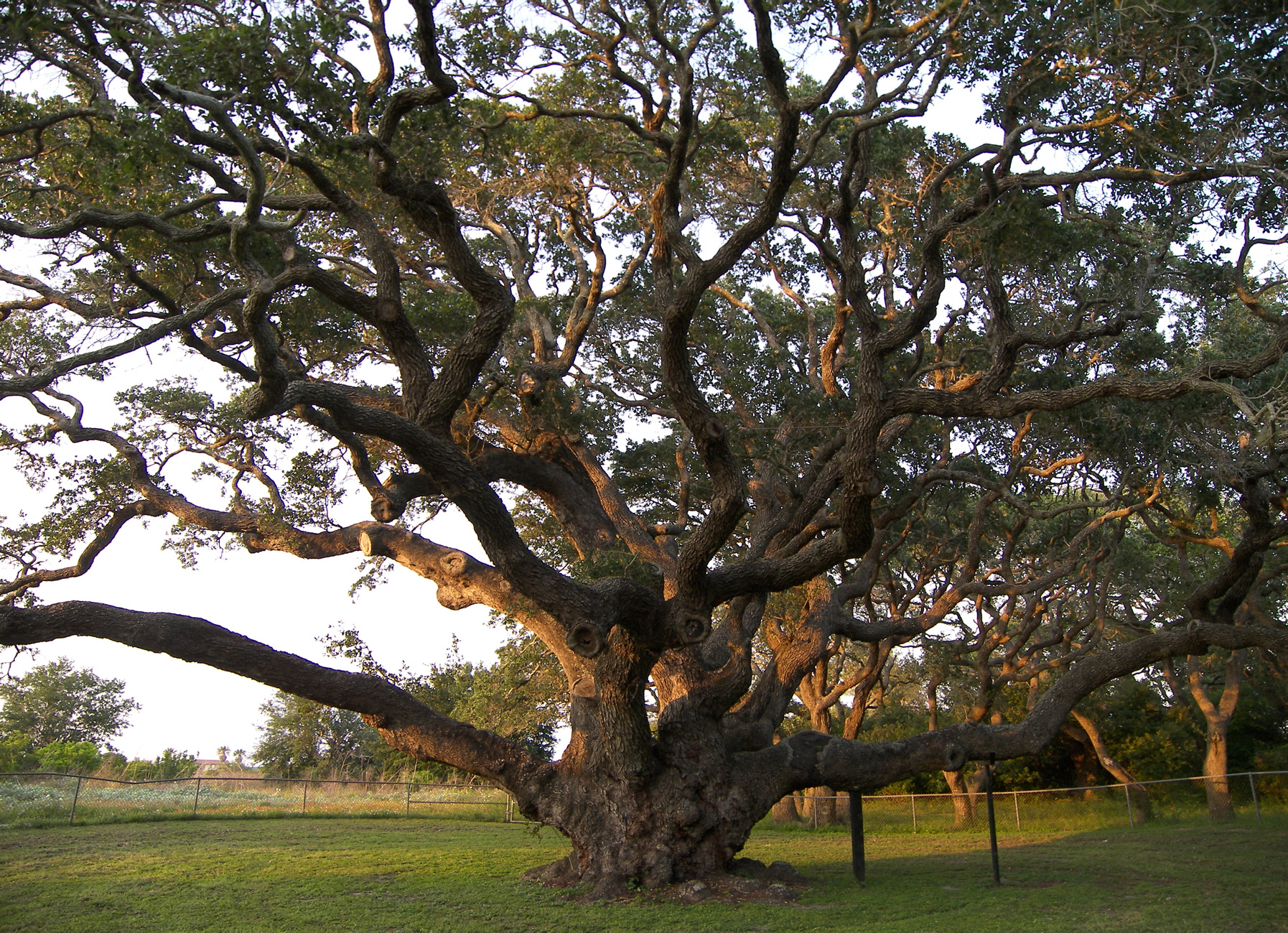
Dub v Rockportu v Texasu, jehož stáří se odhaduje na 1500 let
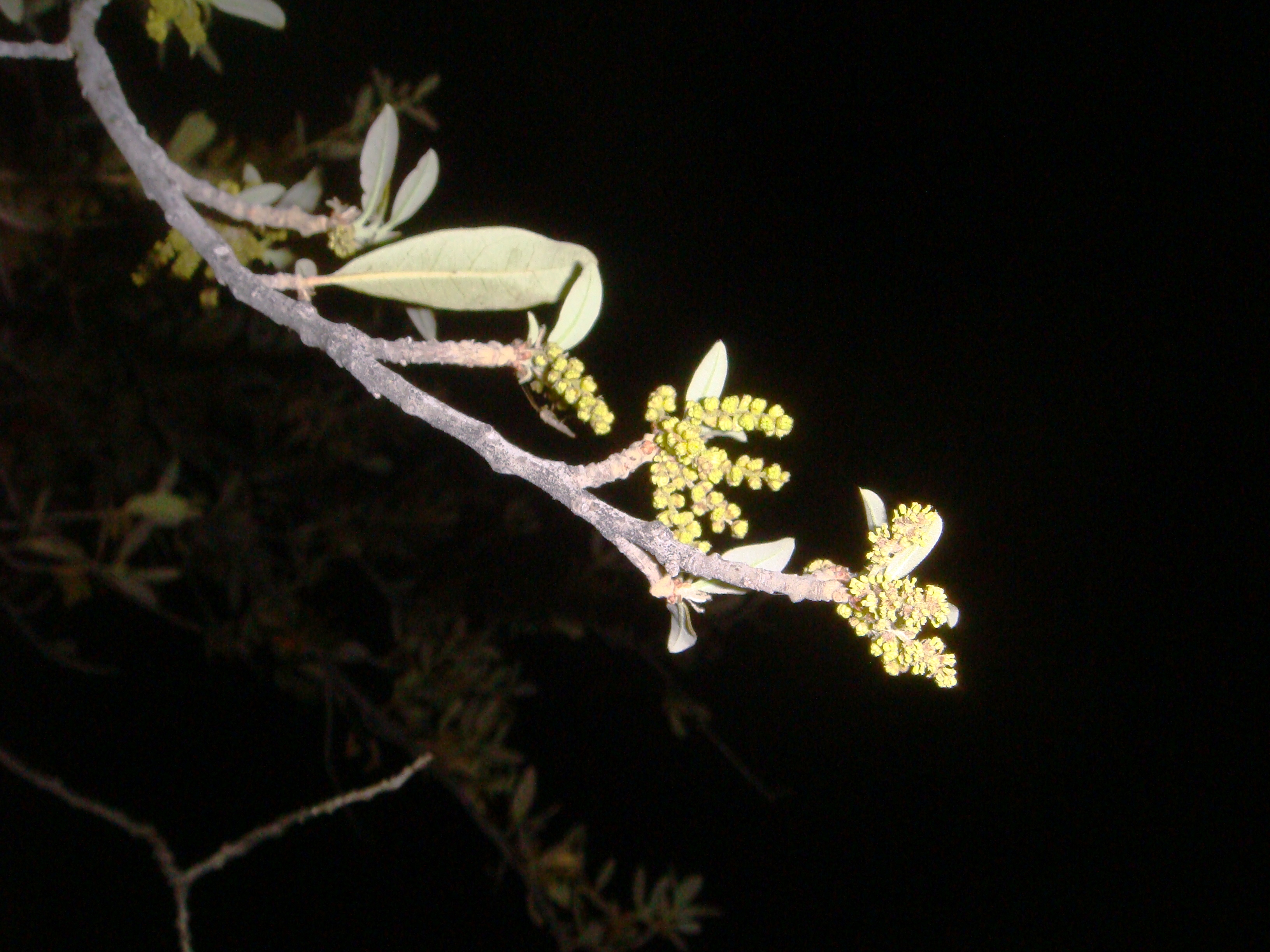
Spodní strana listů a květenství